# Liste des édits d'Ashoka

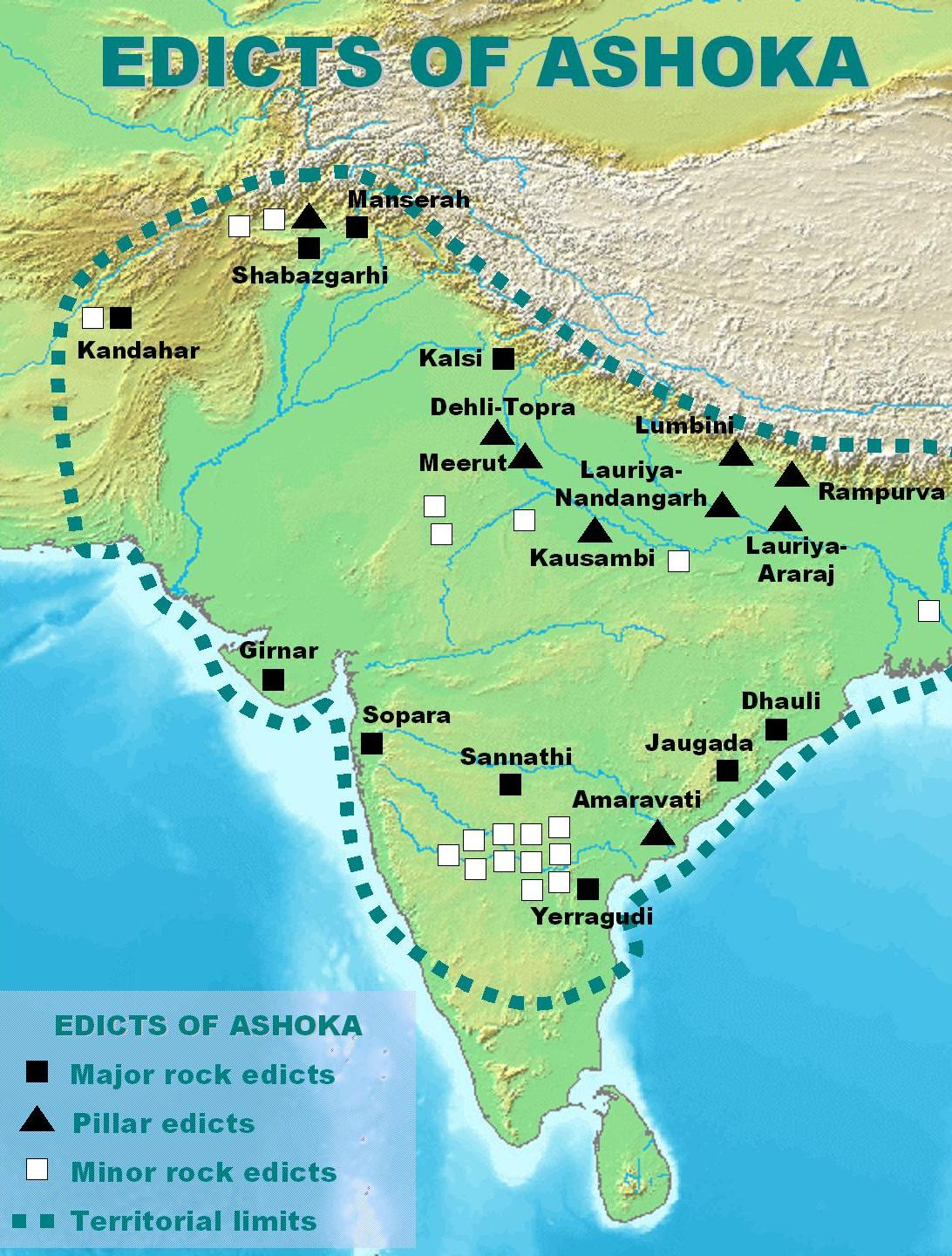
Distribution des Édits d'Ashoka

Ce qui suit est une liste des Édits d'Ashoka, et des lieux où ils sont situés. Ashoka a commencé à réaliser des inscriptions à peu près deux ans après la fin de la guerre du Kalinga (8e année de son règne). Son premier édit, datant de la 10e année de son règne, est l'Inscription bilingue de Kandahar (bilingue grec-Araméen). Il continua ensuite à inscrire des édits jusqu'à la 32e année de son règne.

## Edits mineurs

### Inscriptions en grec ou araméen (10eannée du règne d'Ashoka)

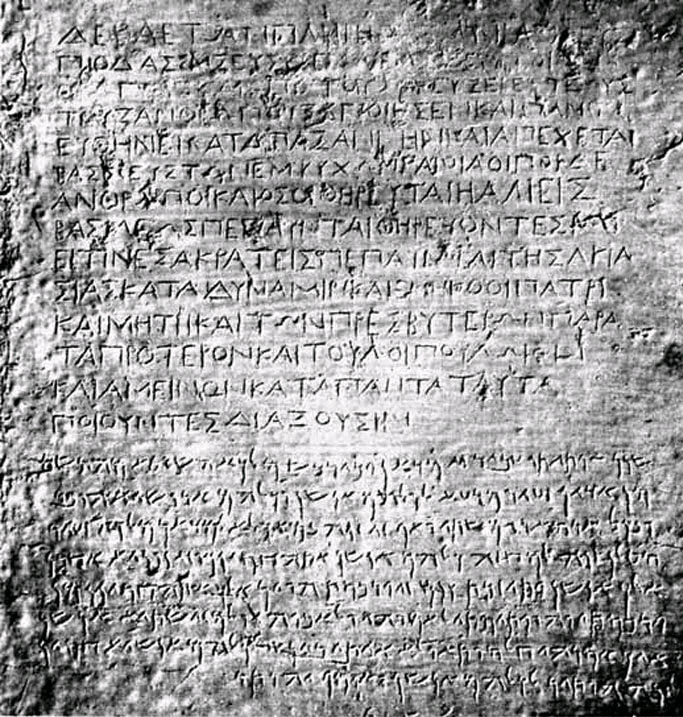
Inscription bilingue de Kandahar (Grec en partie supérieure, et Araméen en dessous) de l'empereur Ashoka.

- Inscription bilingue de Kandahar (bilingue grec-Araméen), dans la province de Kandahar, en Afghanistan.
- Inscription araméenne de Laghman, Afghanistan[3].
- Inscription araméenne de Taxila (non datée), Pakistan.

### Édits Mineurs sur Rocher (11eannée du règne d'Ashoka)
- Bahapur, Delhi
- Bairat, près de Jaipur, Rajasthan

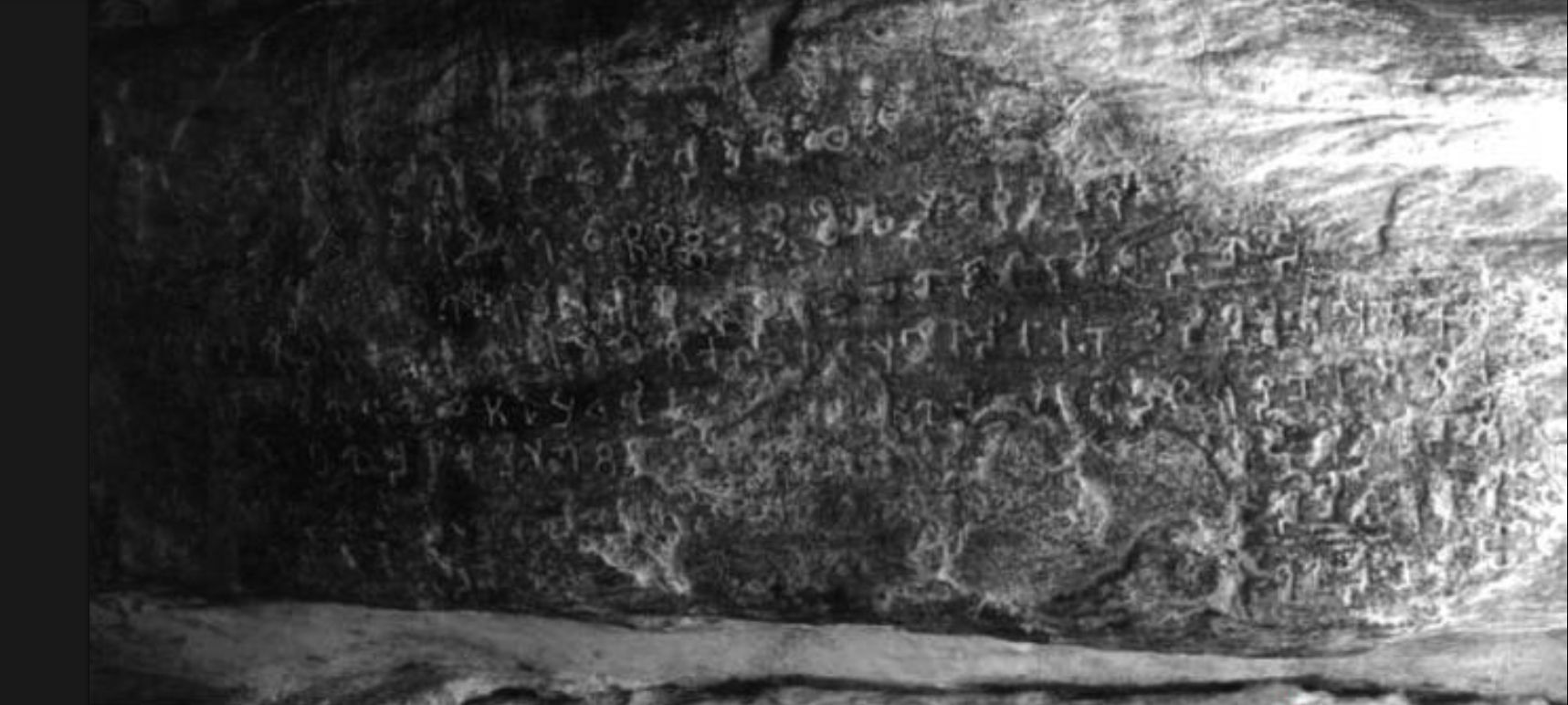
Edit mineur sur rocher de Sasaram.

- Bhabru, deuxième colline à Bairat, Rajasthan
- Gujarra, près de Jhansi, district de Datia, Madhya Pradesh
- Rupnath, sur la Kaimur Collines près de Jabalpur, Madhya Pradesh
- Panguraria, Sehore district, Madhya Pradesh
- Saru Maru, Madhya Pradesh
- Sahasram, Le district, le Bihar
- Mahasthan, Bogra district, Bangladesh
- Rajula-Mandagiri, près de Pattikonda, Kurnool district, Andhra Pradesh
- Palkigundu et Gavimath, Koppal district, Karnataka
- Suvarnagiri (Kanakagiri), Koppal district, Karnataka
- Brahmagiri, Chitradurga district, Karnataka
- Jatinga-Rameshwara, près de Brahmagiri, Karnataka
- Siddapur, près de Brahmagiri, Karnataka
- Maski, district de Raichur, Karnataka
- Nittur, district de Bellary, Karnataka
- Udegolam, district de Bellary, Karnataka

### Inscription dédicatoires de Barabar (12eannée du règne d'Ashoka)

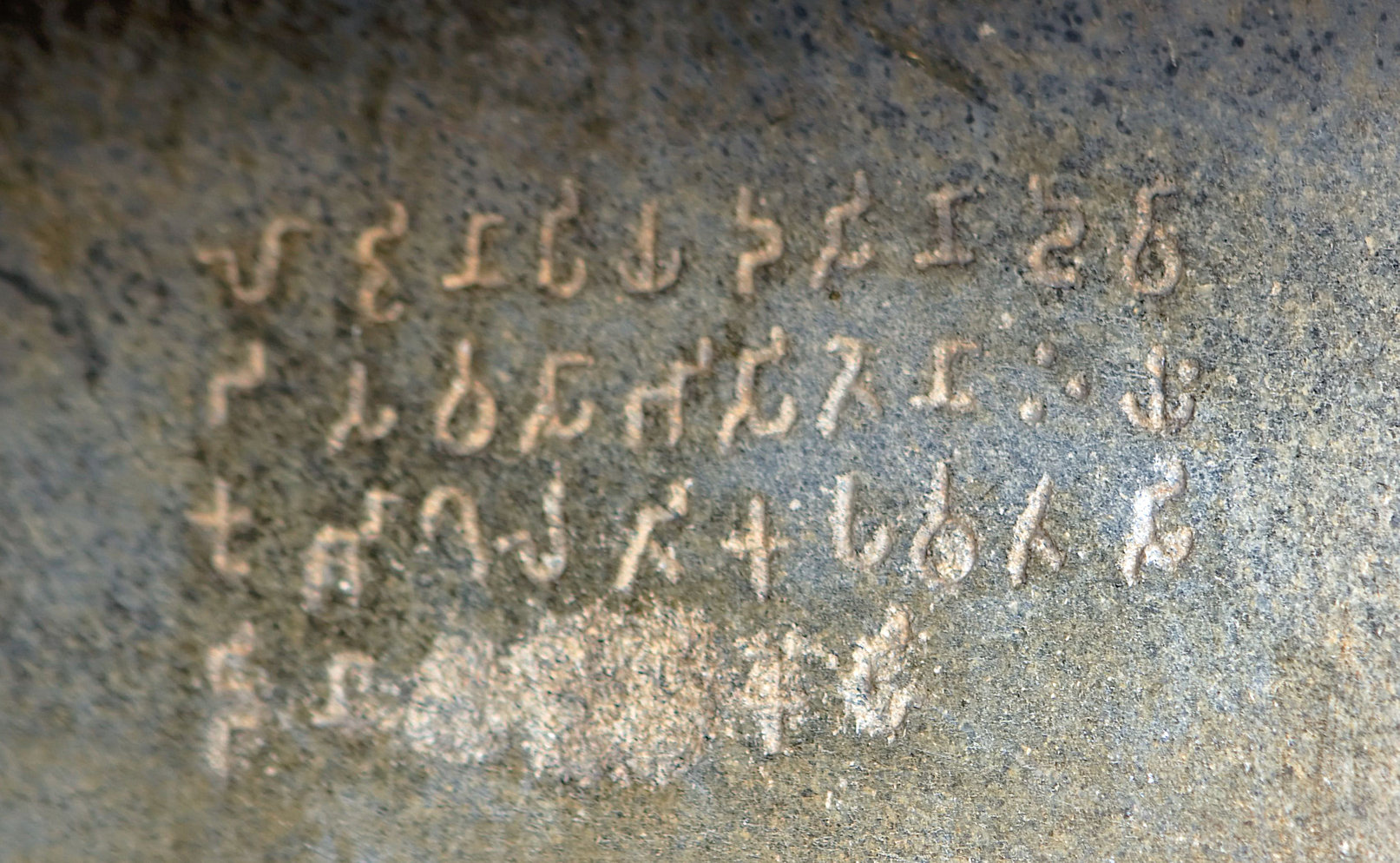
Inscriptions d'Ashoka dans les grottes de Barabar.

- Inscriptions d'Ashoka des grottes de Barabar, Bihar (inscriptions dédicatoires de trois grottes de Barabar pour la secte d'ascétiques des Ājīvika)

### Edits Mineurs sur Pilier (12eannée du règne d'Ashoka)
Liste des édits
Édit du schisme, Édit de la Reine, Edit de Rummindei, Edit de Kausambi
Emplacements
- Lumbini (Rummindei), Rupandehi district, Népal (la partie supérieure s'est cassée quand elle a été frappée par la foudre; le chapiteau au cheval mentionné par Xuanzang est manquant)
- Nigali-Sagar (ou Nigliva), près de Lumbini, Rupandehi district, au Népal (à l'origine près du Bouddha Konakarnana stupa)
- Sarnath, près de bénarès (Varanasi, Uttar Pradesh (Édit du schisme)
- Allahabad, dans l'Uttar Pradesh (à l'origine situé à Kausambi et probablement déplacé à Allahabad par Jahangir; Édits Majeurs sur Pilier I-VI, Édit de la Reine, Édit du schisme, Edit de Kausambi)
- Sanchi, près de Bhopal, Madhya Pradesh Édit du schisme

## Édits Majeurs

### Édits Majeurs sur Rocher (12eannée du règne d'Ashoka, et années suivantes)
Liste des édits
Édit No 1, Édit No 2, Édit no 3, Édit no 4, Édit no 5, Édit no 6, Édit no 7, Édit no 8, Édit no 9, Édit no 10, Édit no 11, Édit no 12, Édit no 13, Édit no 14
Emplacements

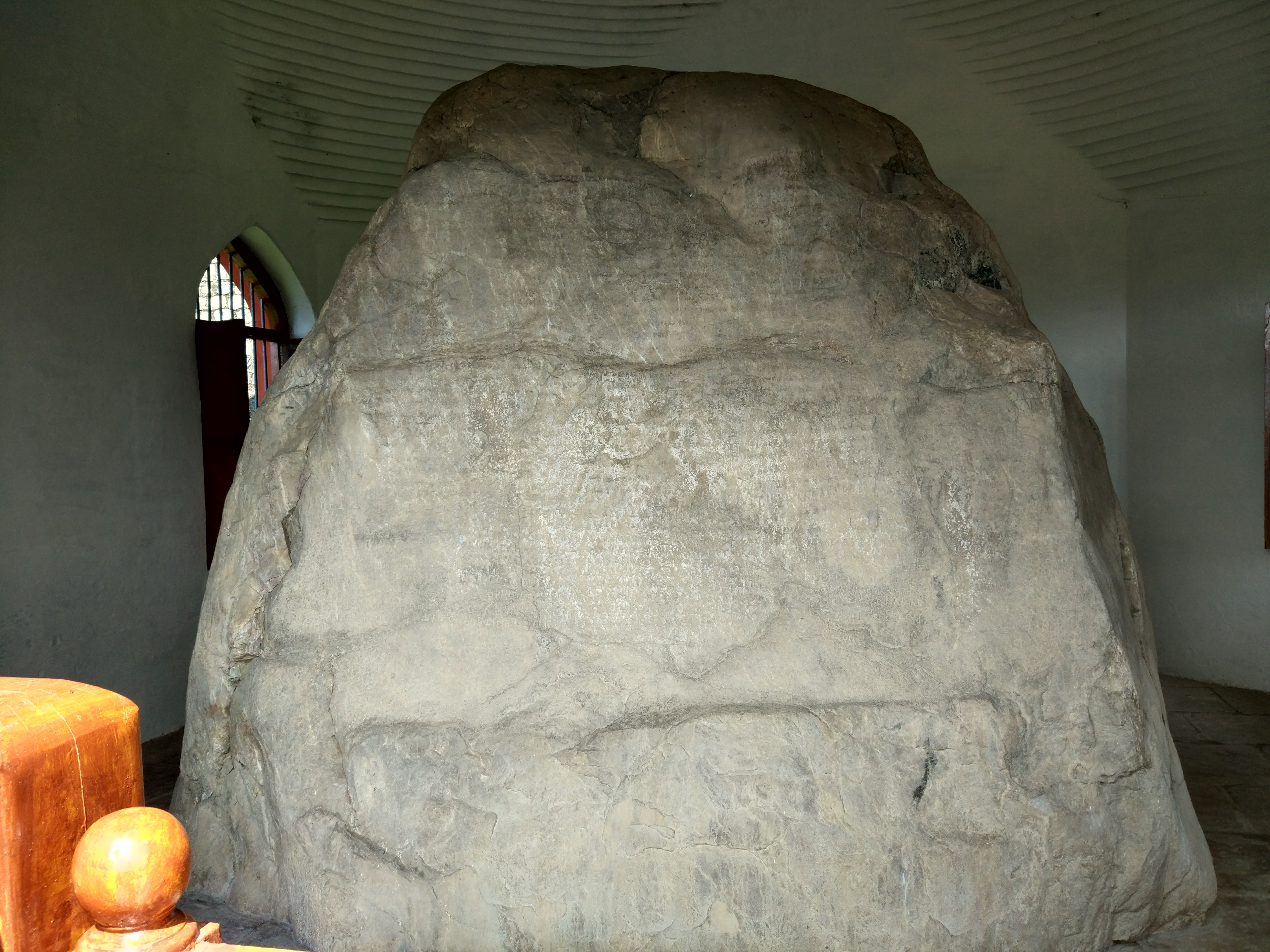
Inscription de Khalsi.

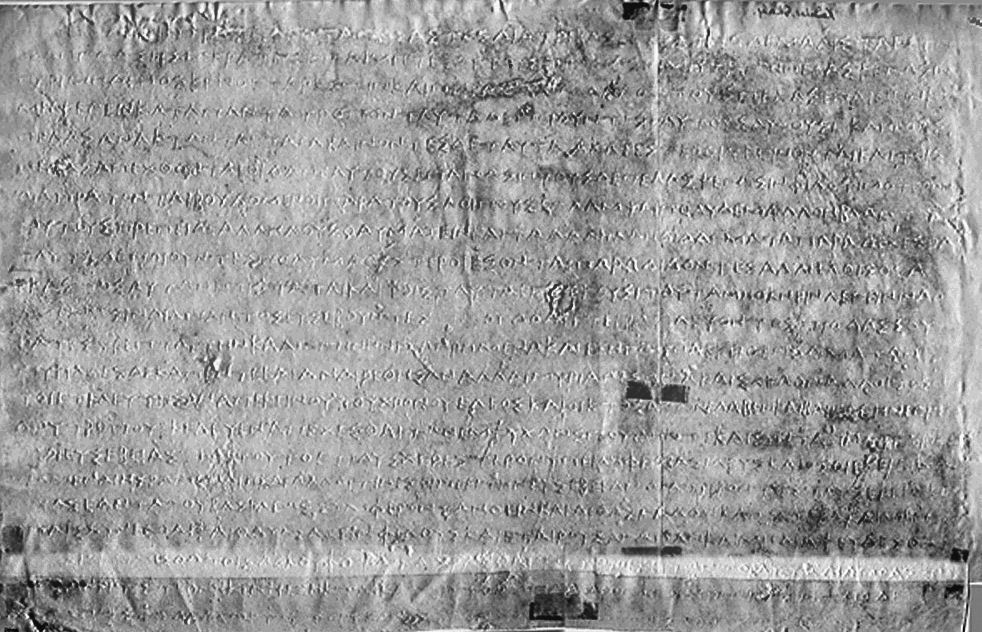
Édits grecs d'Ashoka.

- Édits grecs d'Ashoka (portions des édits majeurs sur rocher 12 et 13 en grec), dans la province de Kandahar, en Afghanistan.
- Shahbazgarhi (en), dans la province de Khyber Pakhtunkhwa, au Pakistan (en Kharosthi script)
- Mansehra (en) Rock Édits, Mansehra, dans la province de Khyber Pakhtunkhwa , une province du Pakistan (en Kharosthi script)
- Inscription de Khalsi, près de Chakrata, Dehradun, de district, de l'Uttarakhand
- Girnar, près de Junagadh, Gujarat (Ashoka Rock Majeurs Édit)
- Sopara, district de Thane, Maharashtra (fragments de Roche Décrets des 8 et 9)
- Dhauli (en), près de Bhubaneswar, Orissa (comprend Kalinga Édit, exclut Rock Édits 11-13)
- Jaugada (en), district de Ganjam, l'Orissa (comprend Kalinga Édit, exclut Rock Édits 11-13)
- Sannati (en), Gulbarga district, Karnataka (Rocher des Édits 1 et 2, des fragments de Roche Décrets des 13 et 14)
- Yerragudi, près de Gooty, Kurnool de district, de l'Andhra Pradesh (Rock Majeurs Édits et Mineur Rock Édit)

### Edits Majeurs sur Pilier (26eannée du règne d'Ashoka, et années suivantes)
Liste des édits
Édit no 1 Édit no 2 Édit no 3 Édit no 4 Édit no 5 Édit no 6 Édit no 7
Emplacements

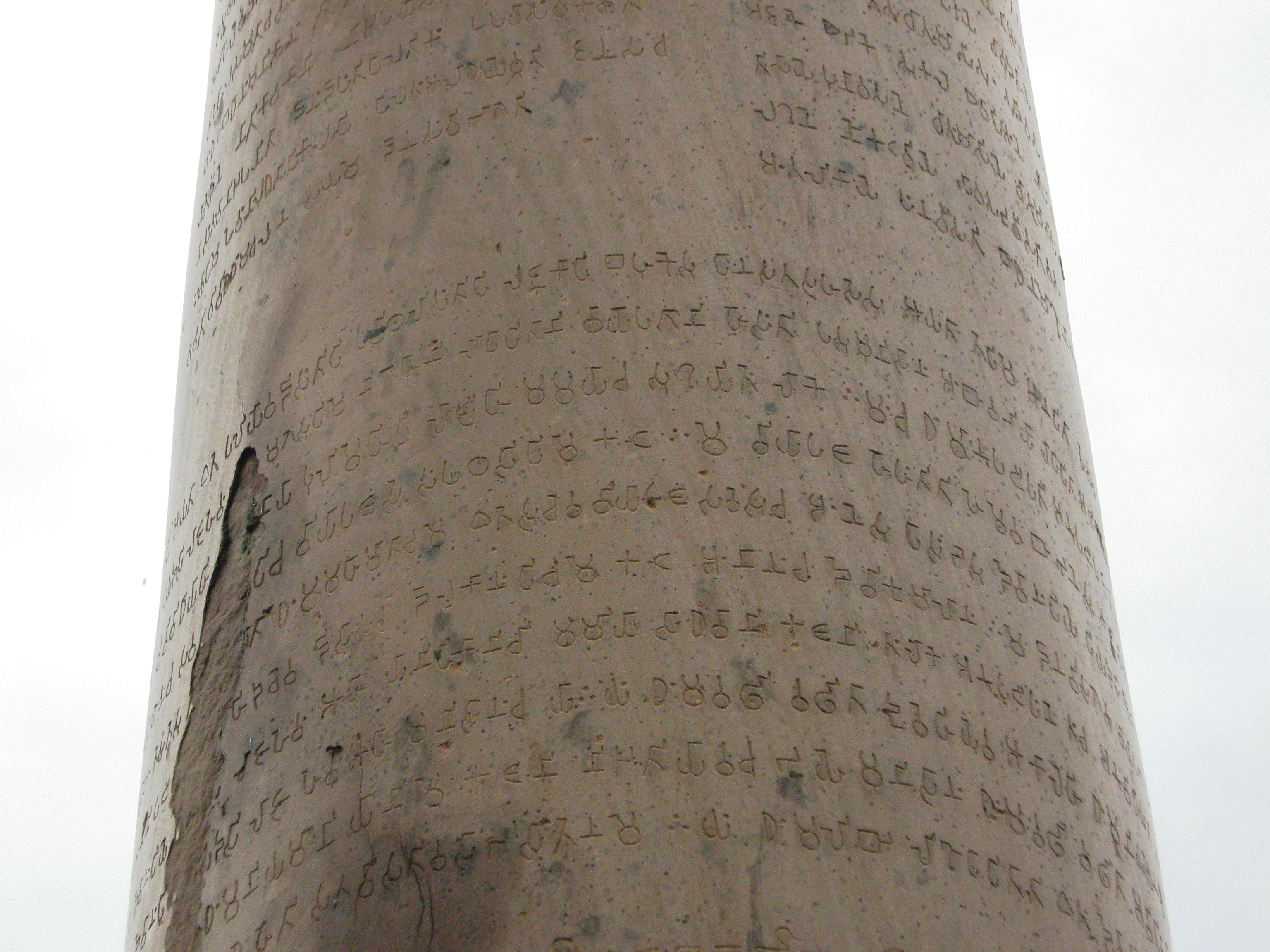
Edits Majeurs sur Pilier, Delhi-Topra, Feroz Shah Kotla, Delhi.

- Inscription araméenne de Kandahar, Afghanistan, fragments d'Édit Majeur sur Pilier VII en araméen[4],[3].
- Inscription araméenne de Lampaka, Afghanistan, Édit Majeur sur Pilier V ou VI en araméen[3].
- Delhi (en), Delhi-Meerut, Delhi ridge, new Delhi (Édits Majeurs sur Pilier I, II, III, IV, V, VI; déplacé de Meerut à Delhi par Feroz Shah)
- Topra (en), Delhi-Topra, Feroz Shah Kotla, Delhi (Édits Majeurs sur Pilier I, II, III, IV, V, VI, VII; déplacé de Topra à Delhi par Feroz Shah)
- Rampurva, Champaran, Bihar (Édits Majeurs sur Pilier I, II, III, IV, V, VI)
- Lauria Nandangarh, Champaran, Bihar (Édits Majeurs sur Pilier I, II, III, IV, V, VI)
- Lauriya Araraj (en), Champaran, Bihar (Édits Majeurs sur Pilier I, II, III, IV, V, VI)
- Allahabad
- Amaravati

## Sources
- John Keay, India, a History, New York, United States, Harper Collins Publishers, 2000, 576 p. (ISBN 0-00-638784-5, lire en ligne)
- Upinder Singh, A History of Ancient and Early Medieval India : From the Stone Age to the 12th Century, New Delhi, Pearson Education, 2008, 677 p. (ISBN 978-81-317-1677-9, lire en ligne), « Chapter 7: Power and Piety: The Maurya Empire, c. 324-187 BCE »
- Valeri P. Yailenko, « Les maximes delphiques d'Aï Khanoum et la formation de la doctrine du dhamma d'Asoka », Dialogues d'histoire ancienne, vol. 16, no 1,‎ 1990, p. 239-256 (lire en ligne)